# Тетис (океан)
Те́тис (немецкоязычная форма имени греческой богини моря Тефиды — греч. Τηθύς, Tethys) — древний океан, существовавший в эпоху мезозоя между древними континентами Гондвана и Лавразия. Реликтами этого океана являются современные Средиземное, Чёрное и Каспийское моря.

## История вопроса
Систематические находки окаменелостей морских животных от Альп и Карпат в Европе вплоть до Гималаев в Азии с древних времён объяснялись библейской историей о Великом потопе. Развитие геологии позволило датировать морские останки, что поставило такое объяснение под сомнение. В 1893 году австрийский геолог Эдуард Зюсс в своей работе «Лик Земли» предположил существование на этом месте древнего океана, который он назвал Те́тис по имени греческой богини Тефиды. Тем не менее, исходя из теории геосинклиналей вплоть до семидесятых годов XX века, когда утвердилась теория тектоники плит, считалось, что Тетис представлял собой лишь геосинклиналь, а не океан. Поэтому в течение долгого времени Тетис назывался в географии «системой водоёмов», использовались также термины Сарматское море или Понтийское море.

## Современные представления
Тетис существовал около миллиарда лет (850 до 5 млн лет назад), разделяя древние континенты Гондвану и Лавразию, а также их производные. Поскольку за это время наблюдался дрейф континентов, то Тетис постоянно менял свою конфигурацию. От широкого экваториального океана Старого Света он превращался то в западный залив Тихого Океана, то в атланто-индийскую протоку, пока не распался на ряд морей. В связи с этим уместно говорить о нескольких океанах Тетис:
- Прототетис (докембрий). По мнению учёных, Прототетис образовался 850 млн лет назад в результате раскола Родинии, располагался в экваториальной зоне Старого Света и имел ширину в 6—10 тыс. км[3].
- Палеотетис 320—260 млн лет назад (палеозой): от Альп до Циньлина. Западная часть Палеотетиса получила название Реикум. В конце палеозоя, после образования Пангеи, Палеотетис представлял собой океан-залив Тихого океана.
- Мезотетис 200—66,5 млн лет назад (мезозой): от котловины Карибского моря на западе до Тибета на востоке.
- Неотетис (Паратетис) 66—13 млн лет назад (кайнозой). После раскола Гондваны, Африка (с Аравией) и Индостан стали двигаться на север, сжимая Тетис до размеров индо-атлантического моря. 50 миллионов лет назад Индостан вклинился в Евразию, заняв современное положение. Сомкнулся с Евразией и Афро-Аравийский континент (в районе Испании и Омана). Сближение материков вызвало подъём Альпийско-Гималайского горного комплекса (Пиренеи, Альпы, Карпаты, Кавказ, Загрос, Гиндукуш, Памир, Гималаи), который отделил от Тетиса северную часть — Паратетис (море «от Парижа до Алтая»).
- Сарматское море (от Паннонского моря до Аральского) c островами Крым и Кавказ 13—10 млн лет назад. Сарматское море характеризуется изоляцией от мирового океана и прогрессирующим опреснением. Около 10 млн лет назад Сарматское море восстанавливает связь с мировым океаном в районе пролива Босфор. Этот период получил название Меотического моря, которое представляло собой Чёрное и Каспийское море, связанное северокавказской протокой. 6 млн лет назад Чёрное и Каспийское море разделились. Распад морей отчасти связывают с вздыманием Кавказа, отчасти с понижением уровня Средиземного моря. 5—4 млн лет назад уровень Чёрного моря вновь повысился и оно вновь слилось с Каспием в Акчагыльское море, которое эволюционирует в Апшеронское море и охватывает Черноморье, Каспий, Арал и заливает территории Туркменистана и нижнего Поволжья. Фактически Сарматское море существовало и 500—300 тыс. лет назад[4].

Окончательное «закрытие» океана Тетис связывают с эпохой миоцена (5 млн лет назад). Например, современный Памир некоторое время представлял собой архипелаг в океане Тетис.